# Анри де Декен
Анри де Декен (3. августа 1907. у Схотену - 12. фебруара 1960) био је белгијски фудбалер који је играо на позицији одбрамбеног играча.
У каријери је играо највише за ФК Ројал Антверпен. За фудбалску репрезентацију Белгије био је у саставу за Светско првенство 1930, одиграо је један меч против Парагваја, где је његова репрезентација изгубила 1:0.